# Ponte romano di Plandište
Il ponte romano di Plandište (in bosniaco Rimski Most; in serbo Римски мост?) è un ponte sul fiume Bosna situato in località di Plandište, nel comune di Ilidža, nei pressi di Sarajevo, in Bosnia ed Erzegovina. Questo è uno dei quattro ponti in pietra ancora esistenti nell'area di Sarajevo; gli altri sono il ponte Latino, il Kozija Cuprija ("ponte delle capre") e il ponte Šeher-Ćehaja.

## Descrizione

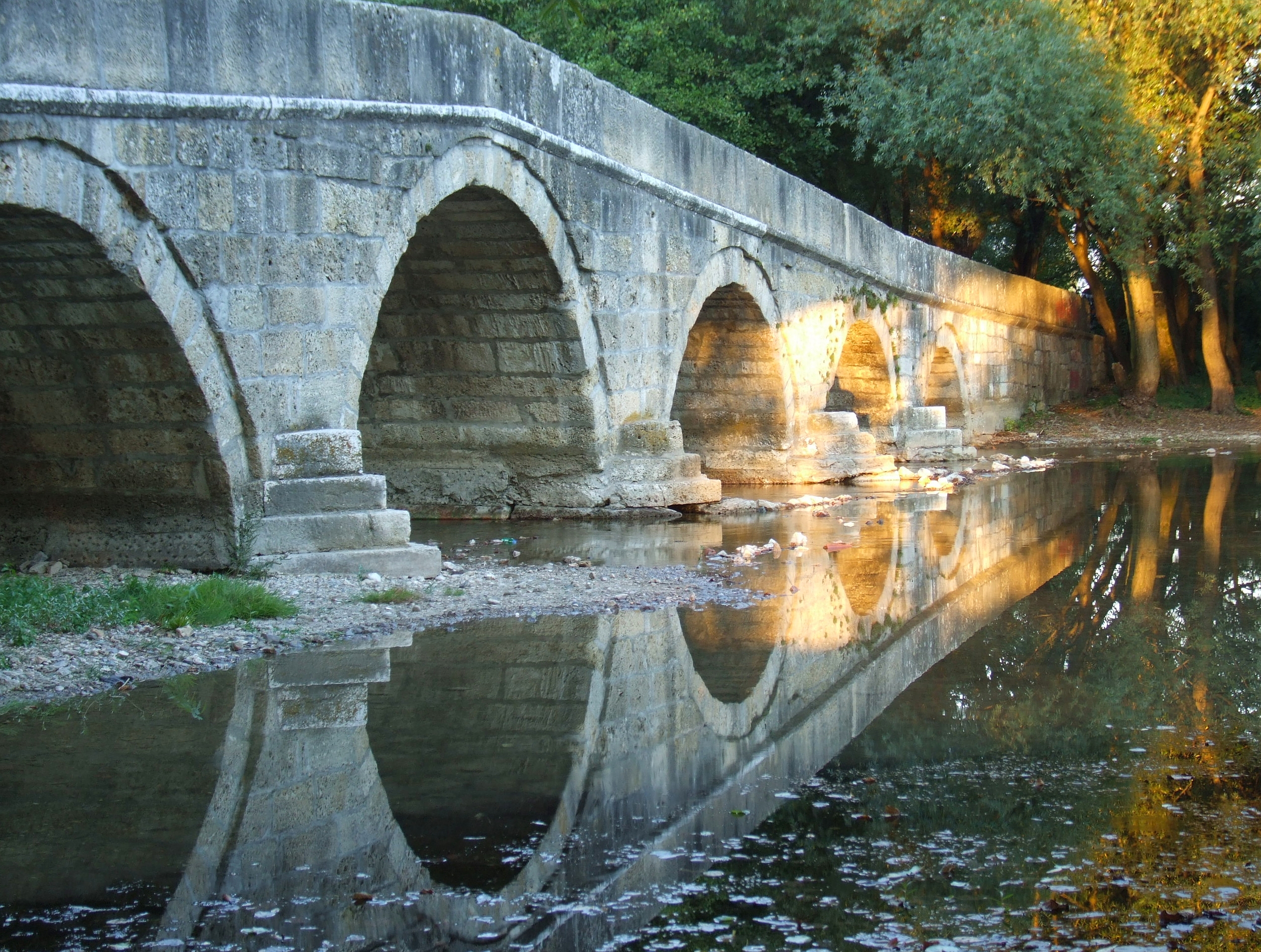
Dettaglio del ponte.

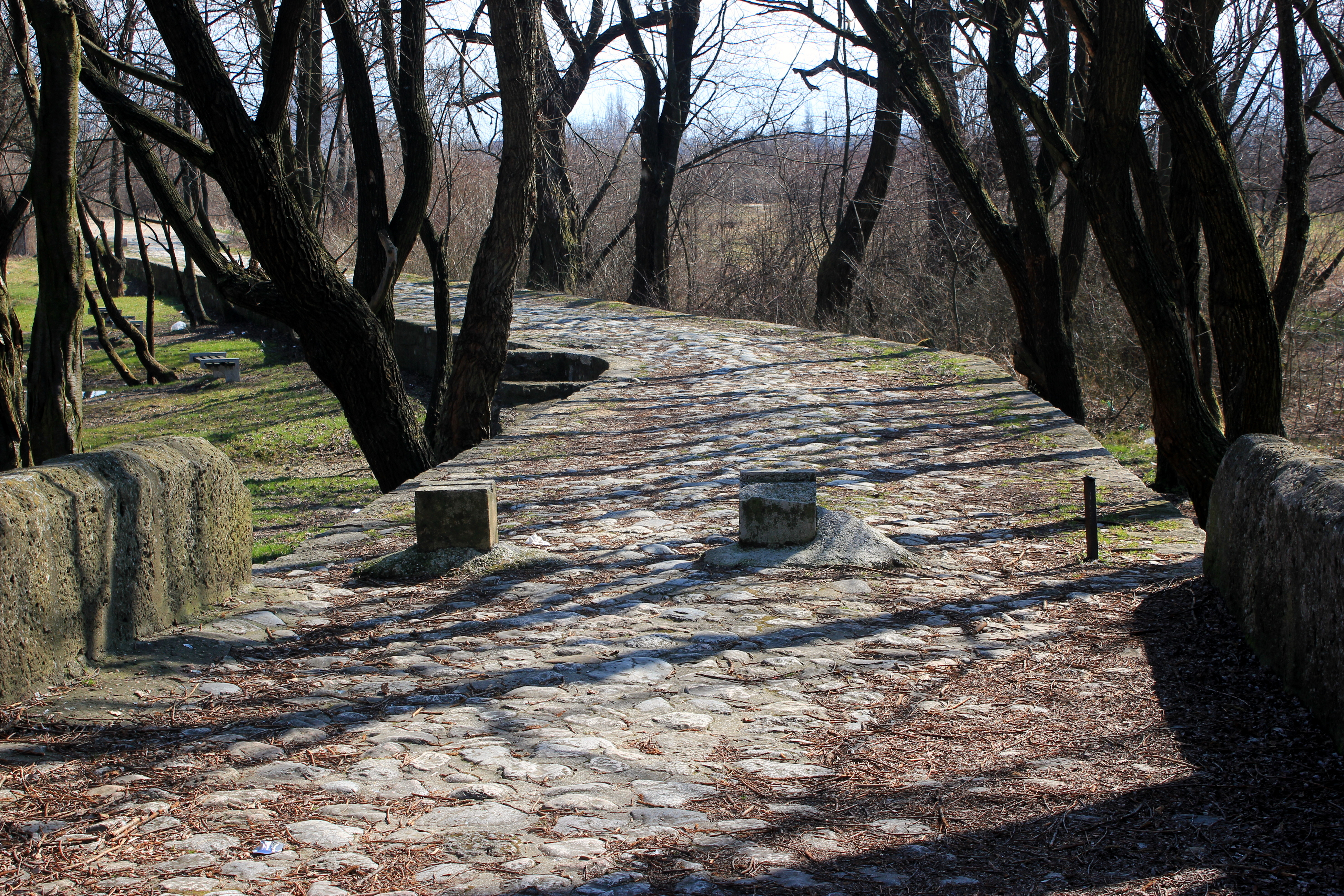
La pavimentazione sul ponte.

Un ponte era stato costruito in epoca romana sul fiume Bosna per il collegamento con la città di Aquae Sulphurae, crollato poi nei secoli successivi.
Il ponte fu ricostruito nel XVI secolo, in un periodo compreso tra il 1530 e il 1560, utilizzando il materiale dello stesso ponte romano, per ordine di Rüstem Pascià, gran visir di Solimano il Magnifico. All'epoca era noto in turco come Bosna basi kuprisi ("ponte delle sorgenti della Bosna") in quanto vicino alle sorgenti del fiume.
Il ponte è stato iscritto nella lista dei monumenti nazionali della Bosnia ed Erzegovina